# Susannah Townsend
Susannah Townsend MBE (ur. 28 lipca 1989 w Blackheath) – brytyjska hokeistka na trawie, grająca na pozycji pomocniczki.
W reprezentacji Anglii zadebiutowała w październiku 2008 r. Była członkinią drużyny, która wywalczyła brązowy medal na mistrzostwach Europy w Mönchengladbach, ale zabrakło dla niej miejsca w brytyjskiej kadrze na igrzyska olimpijskie w Londynie. Od 2013 roku regularnie startuje w barwach Anglii i Wielkiej Brytanii, zdobywając medale wielkich imprez, w tym przede wszystkim złoto olimpijskie w Rio de Janeiro, za co w 2017 roku podczas noworocznego nadawania odznaczeń państwowych została Damą Orderu Imperium Brytyjskiego. Odegrała kluczową rolę w awansie reprezentacji Brytyjek na igrzyska olimpijskie w Tokio.
Jest zadeklarowaną lesbijką. Ma czworo rodzeństwa, w tym brata bliźniaka. Uczęszczała do 
Sutton Valence School razem z późniejszym kapitanem męskiej reprezentacji Anglii, Ashleyem Jacksonem.